# Alps Dinàrics
Els Alps Dinàrics o Dinàrides (italià: Alpi Dinariche; croat i serbi: Dinaridi o Dinarsko gorje/Динариди o Динарско горје; eslovè: Dinarsko gorstvo).
Els Alps Dinàrics són una cadena muntanyosa situada al sud-est d'Europa; s'estén al llarg d'uns 645 km): Des del nord d'Itàlia, Eslovènia, Croàcia, Bòsnia i Hercegovina, Sèrbia, Montenegro, fins a Albània. (Direcció nord-est; fins al massís muntanyós de Sǎr-Kòrab, allà canvia el sentit nord-sud).
És una regió muntanyosa, formada per una gran serralada alpina. És caracteritzada per un relleu abrupte; que van des de cims pronunciats, valls profundes, i paisatges càrstics, fins a les costes de la Mar Adriàtica.
El cim més alt dels Alps Dinàrics és el Prokletije, situat a la frontera de Montenegro oriental i Albània septentriona: Pic anomenat Cresta del Llac (Maja Jezercë) a 2.692 metres.

## Geologia

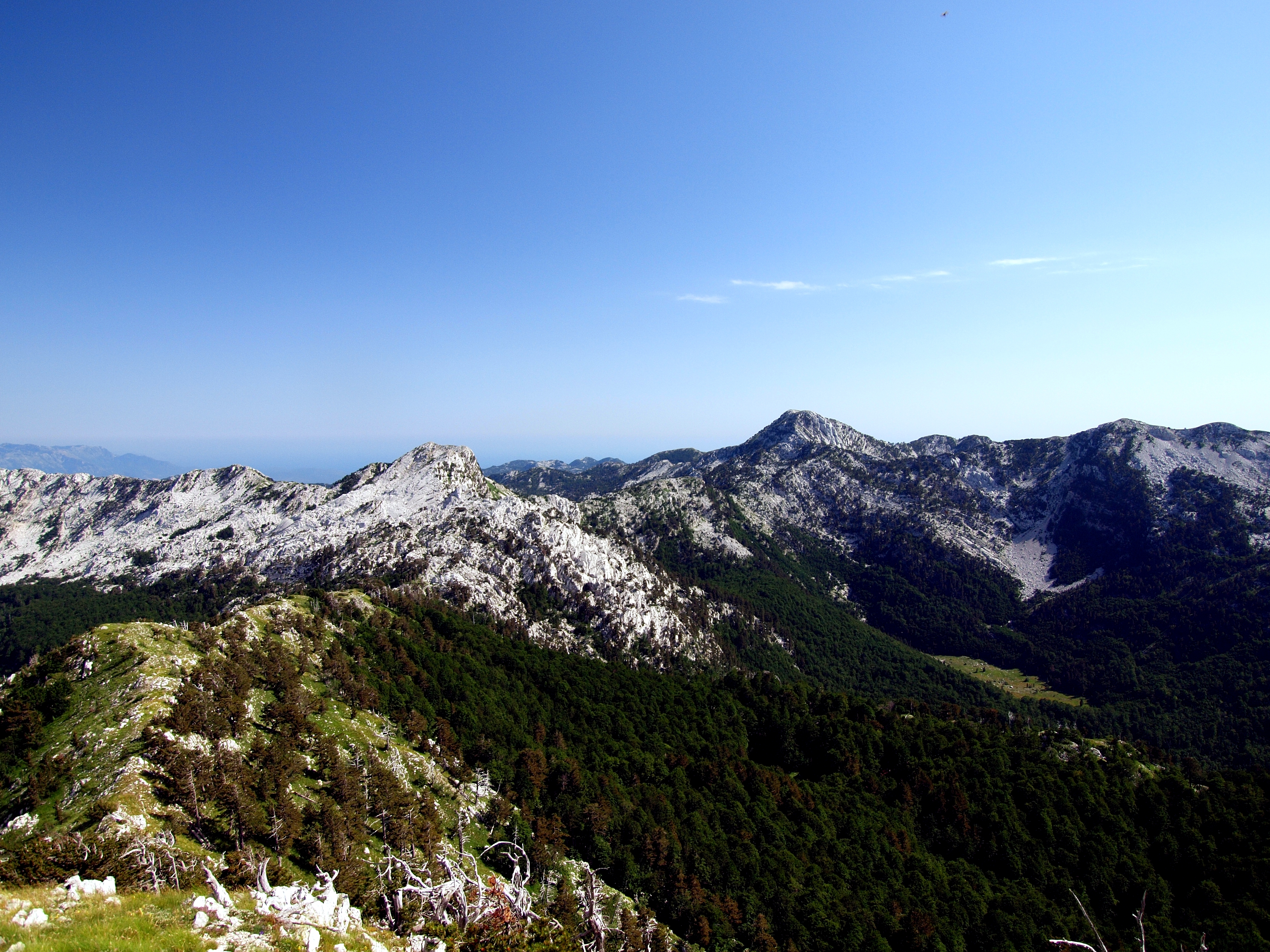
La muntanya Orjen a la badia de Kotor és la més carstificada de la cadena muntanyosa dels Dinàrics

Hom pot considerar-la una serralada jove, des del punt de vista geològic. És forma durant l'orogènia alpina, un procés que és produir durant l'era mesozoic i el Cenozoic, com a resultat de la col·lisió entre les plaques tectòniques africana i eurasiàtica. D'aquesta implosió, provocà l'elevació de materials sedimentaris, principalment calcàries i dolomies, que són els components predominants de la regió.
Durant l'edat de gel del Quaternari, la influència geològica directa sobre els Balcans es va veure lleugerament mitigada. Tal regió, es formaren capes de gel efímeres, i l'evidència d'una glaciació extensa és escassa. Només els cims més prominents de les muntanyes Durmitor, Orjen i Prenj s'observen valls glacials. Indicant que aquestes zones van estar cobertes per glaceres significatives. A més, una serralada que s'estén d'est a oest al llarg de la frontera septentrional d'Albània altera la direcció geològica predominant del sistema Dinàric, aportant una prova addicional d'una glaciació rellevant en aquesta regió.
Per altra banda, el carst és una característica geològica destacant en els Alps Dinàrics. Aquest tipus de terreny, format per la dissolució de les roques calcàries per l'aigua, dona lloc a coves, dolines, canyons i rius subterranis, com el famós sistema càrstic de Postojna, a Eslovènia.
El paisatge actual de les Dinàrides presenta una característica geològica de gran rellevància que es pot estudiar amb més profunditat que les pròpies muntanyes calcàries, que sovint estan associades a falles geològiques. Aquestes muntanyes es caracteritzen per una erosió intensa però lenta, que les manté com escarpaments abruptes i dentats, sovint travessats per congosts i canons profunds creats pels rius en els pendents més pronunciats.
El relleu càrstic que presenta de manera repetida tots els trets característics d’aquest tipus de paisatge.Es troben en una regió salvatge i poc poblada, on la roca calcària, que és molt porosa, robusta i resistent a l’erosió, interactua constantment amb l’aigua. Aquest element actua com el principal agent erosiu, dissolent la roca a través de processos químics. Quan l’aigua es filtra per les esquerdes de la calcària, obre fissures profundes i sistemes de drenatge subterranis que poden arribar a tenir una gran magnitud.
Amb el pas dels mil·lennis, aquest procés ha deixat un rastre geològic impressionant, format per enormes cavernes dessecades, dolines, grutes i laberints de cursos subterranis. En algunes ocasions, els sostres d’aquestes cavernes s'han enfonsat, creant grans congosts verticals i permetent que l’aigua subterrània torni a aflorar a la superfície. Així, es formen paisatges espectaculars com els congosts dels rius Vrbas, Neretva, Tara i Lim, que són alguns dels més coneguts de la regió. A més, a la zona occidental dels Alps Dinàrics, parcialment submergida, s'han originat nombroses illes i badies al llarg de la costa croata.
Els congosts dinàrics també tenen un paper fonamental en la comunicació i el transport a través d’aquest relleu càrstic. Aquí es construeixen carreteres i túnels ferroviaris que travessen escarpats penya-segats i corren per estretes cornises damunt de torrents rugents. La puresa d’aquestes roques calcàries és comparable a la dels rius cristal·lins que les travessen, ja que contenen molt pocs sediments. Tot i que les parets rocoses solen estar despullades de vegetació i tenen un aspecte blanc i enlluernador, en algunes zones on s'acumula terra, es pot trobar vegetació exuberant o fins i tot estretes franges de cultius que aprofiten els escassos recursos disponibles.Clima
El clima dels Alps Dinàrics varia segons l'altitud i la proximitat al mar Adriàtic. A les zones baixes i costaneres, el clima és mediterrani, amb estius calororsos i secs, i hivers suaus. A mesura que s'ascendeix cap al nord, el clima es torna continental, amb hiverns freds, precipitacions abundants, sovint en forma de neu i estius més frescos.

### Biodiversitat als Alps Dinàrics
Els Alps Dinàrics destaquen com una de les regions amb major diversitat biològica d’Europa, acollint una rica varietat d’espècies, moltes de les quals són endèmiques. Aquesta diversitat es deu en gran part a la combinació de condicions climàtiques, geològiques i ecològiques que defineixen aquest territori.
Els boscos dels Alps Dinàrics són particularment diversos i inclouen fagedes, pinedes i boscos mixtos. Aquests ecosistemes forestals proporcionen un refugi vital per a una fauna excepcional, que inclou grans carnívors com l’ós bru (Ursus arctos), el llop (Canis lupus) i el linx (Lynx lynx). A més, les copes i els cingles d’aquests boscos són l’hàbitat de nombroses espècies d’aus rapinyaires, que enriqueixen encara més la biodiversitat de la zona.
Les àrees càrstiques, amb les seves coves profundes i entorns únics, també són crucials per a la conservació d’espècies especialitzades. Entre aquestes destaca el proteu (Proteus anguinus), un amfibi exclusiu de les coves de la regió. Aquest animal, també conegut com a “peix humà” pel seu color de pell, és un exemple emblemàtic de les adaptacions evolutives a entorns subterranis. Completament adaptat a la foscor, el proteu és cec i depèn de l’olfacte i l’oïda per orientar-se i caçar.
Aquest mosaic d’hàbitats, que va des de denses masses forestals fins a complexos sistemes subterranis, fa dels Alps Dinàrics un dels enclavaments més valuosos per a la conservació de la biodiversitat a Europa. La protecció d’aquesta riquesa biològica és essencial, no només pel seu valor intrínsec, sinó també per la seva contribució al manteniment de processos ecològics essencials.

#### Muntanyes dels Alps Dinàrics
Algunes de les muntanyes de les Dinàrides són:
- Maja Jezercë
- Bijela gora
- Biokovo
- Bjelašnica
- Cer
- Crna Gora
- Čvrsnica
- Dinara, l'epònim de la serralada
- Durmitor
- Igman
- Jahorina
- Kamešnica
- Kopaonik
- Orjen
- Tara
- Trebević
- Treskavica
- Velebit

## Cultura i Història
Els Alps Dinàrics són una regió amb una història cultural rica i diversa. Des de temps prehistòrics, la serralada ha estat habitada per una varietat de civilitzacions. Els il·liris, considerats un dels primers habitants coneguts, van deixar la seva empremta en la regió amb els seus assentaments fortificats i pràctiques agrícoles. Posteriorment, els romans van incorporar aquesta zona al seu imperi, desenvolupant una infraestructura notable, incloent-hi carreteres i ciutats que encara són visibles en forma de ruïnes. Amb l’arribada dels eslaus a l’edat mitjana, la regió va adquirir noves influències culturals i lingüístiques que encara perduren.
Aquesta barreja històrica ha creat una regió on conviuen diverses cultures, llengües i tradicions. Els Alps Dinàrics són un mosaic cultural que inclou arquitectura tradicional com cases de pedra, festivals populars amb música i danses tradicionals, i una rica herència gastronòmica que reflecteix les influències mediterrànies, balcàniques i continentals.

### Influència cultural
Els Alps Dinàrics han exercit una influència determinant en la formació de les cultures i les identitats de les regions que abasten. Aquesta serralada, que s'estén al llarg de diversos països balcànics, ha actuat com una frontera física natural, dificultant les connexions directes entre les zones costaneres de l’Adriàtic i les regions interiors. Aquesta barrera geogràfica ha contribuït a la creació de cultures diferenciades a cada costat.
Les comunitats de la costa adriàtica han desenvolupat un fort vincle amb el món mediterrani, adoptant tradicions marítimes, comercials i culturals pròpies de la regió. Mentrestant, les zones interiors han rebut una influència més gran de les cultures continentals d’Europa central i dels Balcans, creant identitats distintives. Aquesta separació cultural ha estat reforçada per la limitada accessibilitat de la serralada, que ha dirigit el comerç i la comunicació cap a vies costaneres o passos específics a través de les muntanyes. Això ha donat lloc a punts estratègics de contacte cultural i econòmic, on les influències mediterrànies i balcàniques han interactuat al llarg dels segles.

#### Impacte en els conflictes i la geopolítica
La geografia dels Alps Dinàrics també ha estat un factor decisiu en els conflictes històrics de la regió. Durant el domini de l'Imperi Otomà, la serralada va funcionar com una frontera natural entre els territoris otomans i les àrees sota influència europea, marcant un límit entre dues grans esferes de poder. Aquesta divisió va consolidar el paper estratègic de les muntanyes en la definició de fronteres polítiques.
En èpoques més recents, especialment durant les guerres balcàniques i la desintegració de Iugoslàvia, la fragmentació geogràfica va intensificar les divisions ètniques i nacionals. Les muntanyes no només dificultaven el control centralitzat sinó que també accentuaven les diferències regionals, contribuint a la complexitat de les tensions polítiques de la zona.

#### Refugi i resistència
La naturalesa accidentada dels Alps Dinàrics ha estat fonamental per a la resistència local al llarg de la història. Durant la Segona Guerra Mundial, els partisans antifeixistes van utilitzar les muntanyes com a refugi i base per a operacions militars contra les forces d’ocupació nazi i feixista. Aquesta utilització del terreny com a avantatge estratègic reflecteix la capacitat de les comunitats locals per adaptar-se a les condicions extremes i fer ús del paisatge per resistir el domini extern.

#### Herència cultural i geopolítica
La influència dels Alps Dinàrics va més enllà del seu impacte geogràfic. Aquesta serralada ha modelat la història i la societat dels Balcans, contribuint a la seva reputació com a "polvorí d’Europa". Les seves muntanyes han estat escenari de conflictes, però també de convivència cultural, marcant una regió on les tradicions mediterrànies, balcàniques i europees s'entrellacen de manera única. Avui dia, els Alps Dinàrics continuen exercint no només, una barrera física, sinó també un pont simbòlic entre les diverses identitats i històries de la regió.

#### Activitats humanes i turisme
Avui dia, els Alps Dinàrics són un centre d’atracció per als amants de la natura i les activitats a l’aire lliure. Aquesta serralada ofereix nombroses oportunitats per al turisme actiu, destacant activitats com:
- Excursionisme i escalada, gràcies a les rutes muntanyoses que ofereixen paisatges espectaculars.
- Espeleologia, ja que la regió és rica en coves i sistemes càrstics, com les coves de Postojna a Eslovènia.
- Ràfting i caiac als rius cristal·lins com el Tara i el Neretva, que atreuen aficionats a l’aventura d’arreu del món.

A més, hi ha diverses reserves naturals i parcs nacionals que protegeixen la biodiversitat i ofereixen experiències úniques als visitants. Alguns dels parcs més emblemàtics són:
- Parc Nacional del Durmitor (Montenegro): Patrimoni de la Humanitat per la UNESCO, conegut pels seus llacs glaciars i el canó del riu Tara.
- Parc Nacional dels Llacs de Plitvice (Croàcia): Famosos pels seus llacs en cascada d’aigües turqueses.
- Parc Nacional de Prokletije (Albània): Una destinació remota amb paisatges alpins impressionants.

Aquestes àrees protegides no només ofereixen oportunitats per al turisme sostenible, sinó que també contribueixen a la preservació del patrimoni natural.

#### Amenaces i conservació
Tot i el valor ecològic i cultural dels Alps Dinàrics, la regió afronta nombrosos reptes ambientals que amenacen el seu futur:
- Desforestació: La tala il·legal i l’ús de la terra per a l’agricultura intensiva amenacen els boscos primaris de la zona.
- Desenvolupament urbà no planificat: La construcció d’infraestructures com carreteres, hotels i preses hidroelèctriques pot tenir un impacte devastador en els ecosistemes locals.
- Canvi climàtic: Aquest fenomen global afecta els patrons climàtics, provocant alteracions en els ecosistemes i la pèrdua d’espècies.

Diverses organitzacions locals i internacionals treballen per preservar els Alps Dinàrics. Projectes com el "Dinaric Arc Initiative" promouen el desenvolupament sostenible, la protecció d’espècies amenaçades i la sensibilització sobre la importància d’aquesta regió única.
Malgrat aquests desafiaments, el turisme de natura continua creixent. Aquest sector pot actuar com una eina de conservació si es gestiona adequadament, ja que fomenta el desenvolupament econòmic de les comunitats locals i genera recursos per a la protecció de la biodiversitat. Un equilibri entre el turisme sostenible i la conservació ambiental és clau per assegurar el futur dels Alps Dinàrics.

## Mitologia
La mitologia associada als Alps Dinàrics és rica i variada, amb arrels que s'endinsen en les creences precristianes dels pobles balcànics. Aquesta regió ha estat l’escenari de nombroses llegendes i figures mitològiques, moltes de les quals reflecteixen la relació de les comunitats amb el paisatge muntanyós i els seus fenòmens naturals.

#### Figures i criatures destacades
Una de les figures més prominents és Troglav, un gegant de tres caps venerat en la mitologia eslava. Se li associa amb la muntanya del mateix nom, considerada un lloc sagrat pels antics eslaus. Troglav simbolitza la força i el misteri de les muntanyes, i es creu que actua com un protector de la natura i els seus secrets ocults
Una altra figura notable és el Kresnik, un heroi celestial i guerrer mític que es debat entre la humanitat i la divinitat. En les llegendes, el Kresnik lluita contra forces fosques, sovint representant un cicle etern de llum i foscor, ordre i caos. Aquest personatge simbolitza la resiliència i la lluita per l’equilibri

#### Mites i llegendes
Els Alps Dinàrics també són coneguts pels seus mites aquàtics, com el del Vodyanoy, un esperit d’aigua que habita rius i llacs. Aquest ésser combina trets humans i aquàtics, i se li atribueix la tasca de custodiar els recursos hídrics. El Vodyanoy exemplifica la dualitat de l’aigua: font de vida i element imprevisible alhora.
Finalment, els contes sobre el Zmey Gorynych, una criatura híbrida entre drac i serp, són comuns. Es creu que guarda tresors amagats i simbolitza la saviesa acumulada a través de generacions. Aquesta figura mostra la influència de diverses tradicions mitològiques que s'han barrejat al llarg de la història balcànica.
Les creences i mites dels Alps Dinàrics no només han configurat la cultura i la identitat de les comunitats locals, sinó que també han deixat una empremta duradora en festivals, rituals i art modern. Aquests mites sovint incorporen temes d’equilibri ecològic i respecte per la natura, ideals que ressonen amb les preocupacions ambientals actuals.